# ルカ・レッツェリーニ
ルカ・レッツェリーニ（Luca Lezzerini、1995年3月24日 - ）は、イタリア・ラツィオ州ローマ出身のサッカー選手。セリエA・ACFフィオレンティーナ所属。ポジションはゴールキーパー。

## 経歴

### クラブ
イタリアの首都ローマで生まれ、10歳の頃からSSラツィオの下部組織でサッカーを学んだ。2010年に14歳でACFフィオレンティーナのユース部門に移籍し、以後下部組織のチームでは正ゴールキーパーであった。2011年にはコッパ・イタリア・プリマヴェーラで優勝すると、続くスーペルコッパ・プリマヴェーラも制した。 2012-13シーズンにはカンピオナート・プリマヴェーラにおいての最優秀ゴールキーパー賞を受賞している。
フィオレンティーナでは2014-15シーズンからトップチームに登録され、練習にも参加するようになる。このシーズンはプリマヴェーラとかけもちで登録されており、トップチームでの出場は無かった。2015-16シーズンは第3ゴールキーパーという立場でトップチームに所属した。2015年11月1日にセリエAのカンピオナート11節対フロジノーネ戦にて、4対0という試合をほぼ制した状況でチプリアン・タタルシャヌと交代し、20歳でセリエA及びプロ公式戦にデビューを果たした。
2025年8月1日、古巣のACFフィオレンティーナに復帰し、2年延長オプション付きの1年契約を結んだ。

### 代表
2010年10月12日にUEFA U-17欧州選手権2012予選のイタリア代表メンバーとしてデビューし、以後同大会が終了するまでこのカテゴリの代表として選出され続けた。